# Prospalta atricuprea
Prospalta atricuprea là một loài bướm đêm trong họ Noctuidae.